# Lazarillo de Tormes
Lazarillo de Tormes, originalmente intitulada La vida de Lazarillo de Tormes y de sus fortunas y adversidades é um romance espanhol anônimo, escrito em primeira pessoa e em estilo epistolar (como uma única e longa carta), cuja edição conhecida mais antiga data de 1554. A obra relata de um modo autobiográfico a vida de Lázaro de Tormes, no século XVI, do seu nascimento e da sua mísera infância até o seu matrimônio, já na idade adulta.
É considerada precursora da novela picaresca por elementos como o realismo, a narração em primeira pessoa, a estrutura itinerante entre vários amos e a ideologia moralizante e pessimista.
Lazarillo de Tormes é uma caricatura irônica e impiedosa da sociedade do momento, da qual mostra os seus vícios e atitudes hipócritas, sobretudo as dos clérigos e religiosos. Há diferentes hipóteses sobre a sua autoria. Provavelmente o autor fosse simpatizante das ideias erasmistas. Isto motivou que a Inquisição a proibisse e que, somente mais tarde, permitisse a sua publicação após ser expurgada. A obra não voltou a ser publicada integralmente até o século XIX.

## Primeiras edições
Conservam-se quatro primeiras edições diferentes da obra, as quatro de 1554, impressas respectivamente em Burgos, Antuérpia, Alcalá de Henares e Medina del Campo. As mais antigas parecem ser as de Burgos e de Medina.
Da edição de Antuérpia  conservam-se sete exemplares diferentes, enquanto que somente há um de cada uma das outras três edições. O exemplar mais recentemente descoberto é o da edição de Medina del Campo, que apareceu em 1992 emparedado numa casa da localidade de Barcarrota (Badajoz, Espanha).
Porém, é provável que existisse uma edição mais antiga, de 1553 ou 1552.
 Ed. príncipe de 1554 do Lazarillo de Tormes.

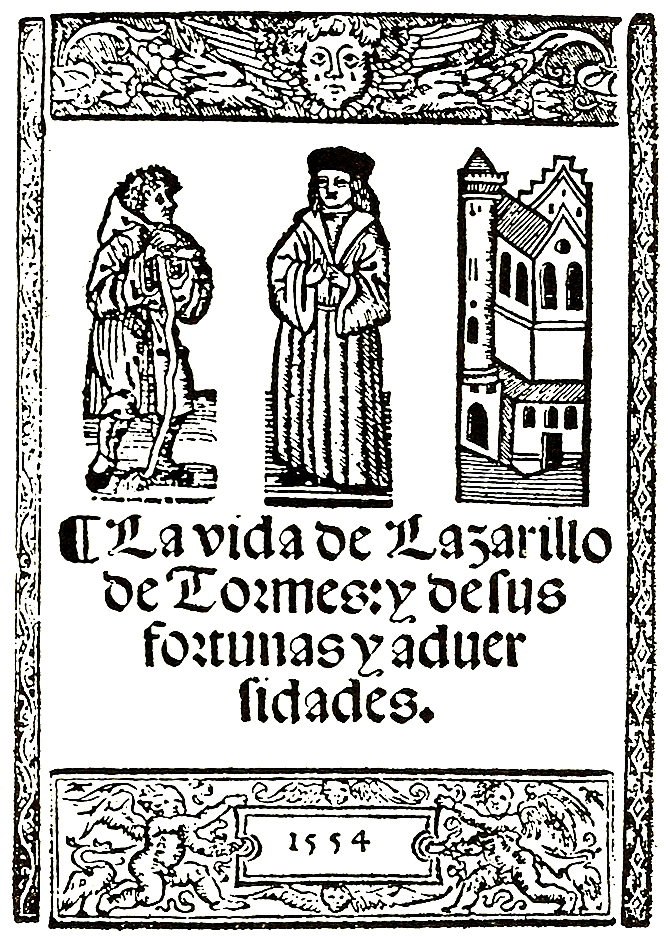
Burgos, Juan de Junta.
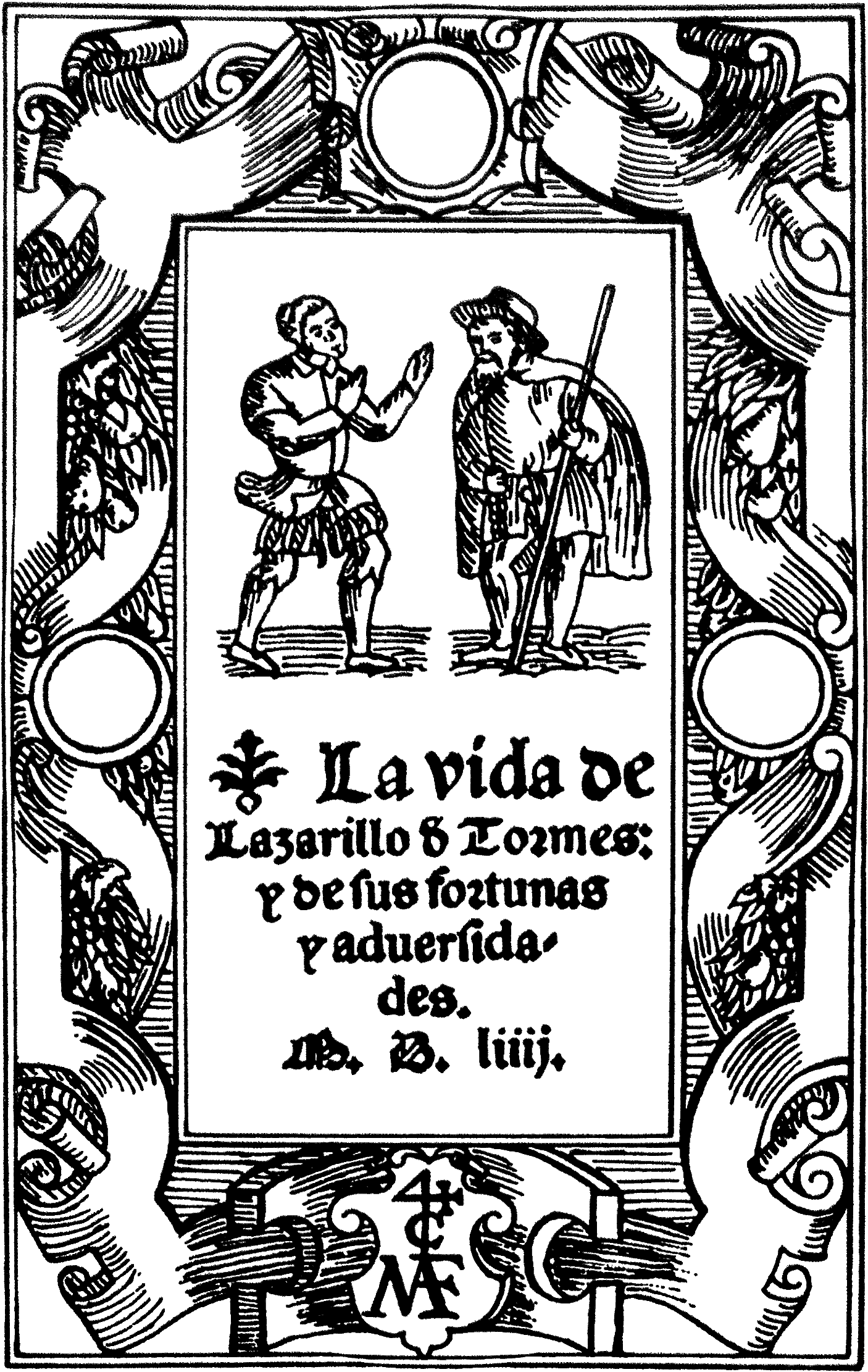
Medina del Campo, Hermanos del Canto.
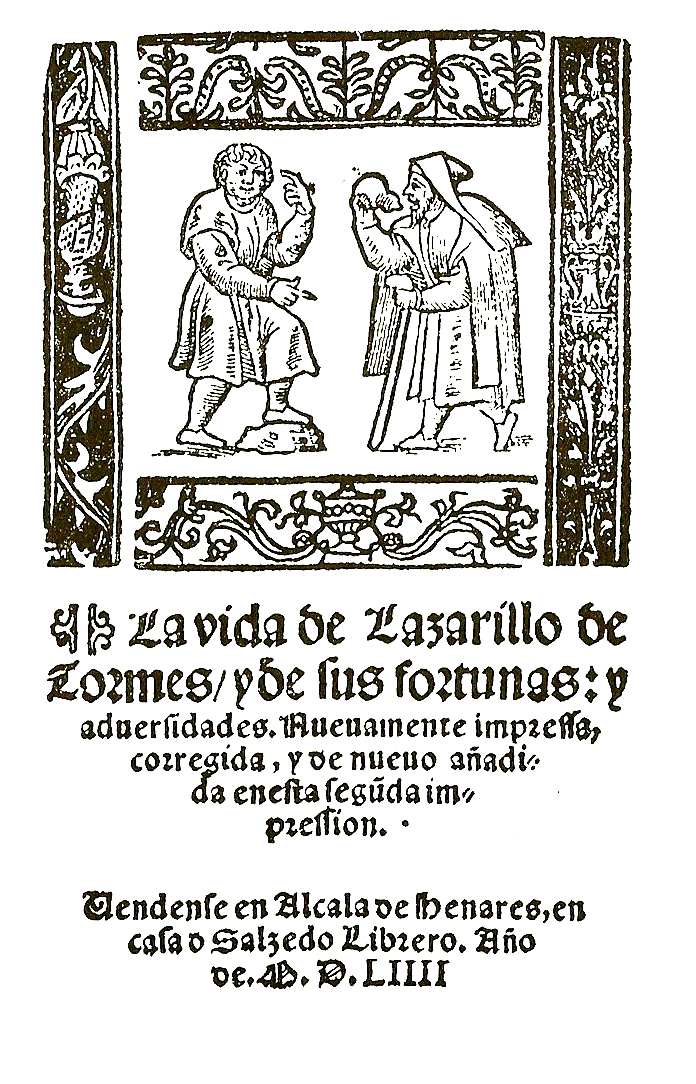
Alcalá de Henares, Salcedo.
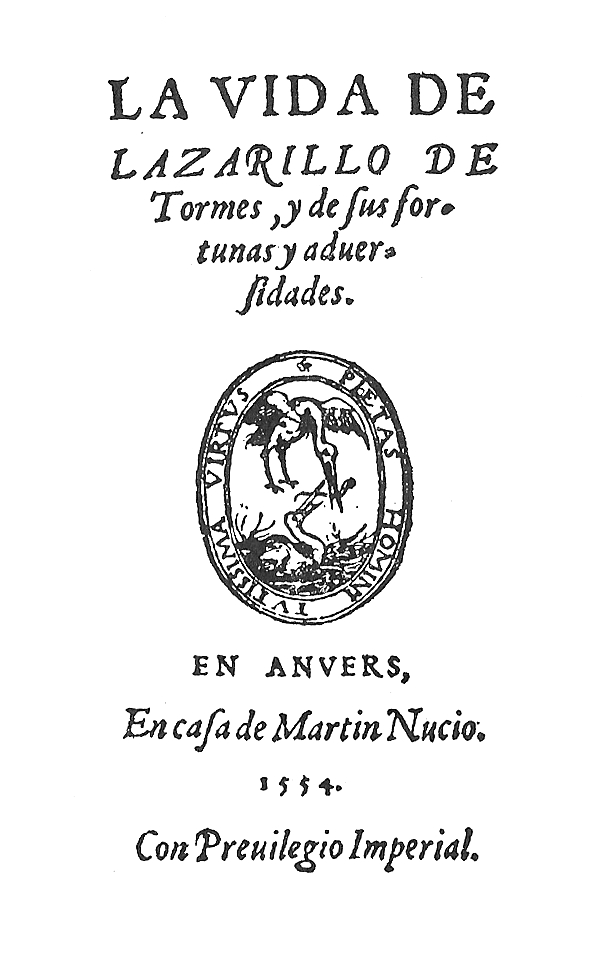
Antuérpia, Martín Nucio.

## Autoria
Historicamente foram postulados vários autores para o Lazarillo de Tormes. Em 1605 o frei José de Sigüenza da Ordem de São Jerônimo atribuiu a autoria desta obra ao também jerônimo frei Juan de Ortega:

Dizem que sendo estudante em  Salamanca, mancebo, como tinha um engenho tão galante e fresco, fez aquele  livrinho que anda por aí, chamado Lazarillo de Tormes, mostrando num sujeito tão humilde a propriedade da língua castelhana  e o decoro das pessoas que introduz com tão singular artifício e donaire, que merece ser lido pelos que tenham bom gosto. O indício disto foi ter encontrado o rascunho na cela, da sua própria mão escrito.— F. José de Sigüenza, Historia de la  Orden de San Jerónimo
À época em que foi publicado, Juan de Ortega era Geral dos Jerónimos, o qual explicaria que o livro aparecesse sem autor. A autoria de frei Juan de Ortega e a necessária discrição do anonimato pela sua condição de Geral da Ordem foi defendida com firmeza por Marcel Bataillon .
Em 1607, no catálogo de escritores espanhóis Catalogus Clarorum Hispaniae scriptorum, redigido pelo flamengo Valerio Andrés Taxandro, afirma-se que Diego Hurtado de Mendoza "compôs (...) o livro de entretenimento chamado Lazarillo de Tormes". Outros autores do século XVII, bem como o Dicionário de Autoridades da Real Academia Espanhola (1726-1739), mencionam esta atribuição, que alcançou certa fortuna, sobretudo no século XIX. Em março de 2010 apareceu na imprensa que a paleógrafa Mercedes Agulló y Cobo descobriu nuns papéis de Diego Hurtado de Mendoza a frase "Un legajo de correcciones hechas para la impresión de Lazarillo e Propaladia", o qual a levou a escrever um livro postulando "uma hipótese séria sobre a autoria do Lazarillo, que fortalecida por outros fatos e circunstâncias aponta solidamente na direção de Dom Diego".
No fim do século XIX um artigo do hispanista Alfred Morel-Fatio, cuja proposta foi desenvolvida depois por Manuel J. Asensio, relaciona ao autor de Lazarillo com o círculo erasmista dos irmãos Valdés. Esta hipótese atribui a obra a Juan de Valdés ou a seu irmão Alfonso. Esta última atribuição ganhou força em 2002 devido às pesquisas da professora Rosa Navarro Durán, que se baseia sobretudo no cotejo da obra com os diálogos conhecidos de Alfonso de Valdés, o Diálogo de Mercurio y Carón e o Diálogo de las cosas acaecidas en Roma,
A candidatura de Sebastián de Horozco —que José María Asensio y Toledo postulou no século XIX , editor do Cancionero— foi defendida em 1914 por Julio Cejador y Frauca na sua edição do Lazarillo, apoyándose em uma passagem da obra deste autor em que aparece um moço de cego chamado Lazarillo. Foi retomada e defendida por Francisco Márquez Villanueva, quem encontra importantes semelhanças de temas, ideias e vocabulário e afirma que "quase não há no Lazarillo um tema literário, um tópico, um pensamento, um recurso expressivo que não seja encontrado também em Horozco".
Também foram propostos como autores do Lazarillo o dramaturgo Lope de Rueda (por Fonger de Haan em 1903, alegando que foi, como o protagonista do romance, pregoeiro em Toledo em 1538, embora esta hipótese fosse recusada posteriormente), Pedro de Rúa, Hernán Núñez e, mais recentemente, Francisco Cervantes de Salazar, defendida por José Luis Madrigal, se bem que este investigador abandonou essa hipótese para passar em 2008 a defender a autoria de Juan Arce de Otálora, autor dos Coloquios de Palatino y Pinciano. Pelo uso exaustivo da autobiografia fictícia, entre outras razões, Clark Colahan e Alfred Rodríguez acreditaram que o Lazarillo fora escrito pelo humanista conquense Juan Maldonado. Outras atribuições recaíram em Alejo Venegas, Bartolomé Torres Naharro (postulado por Alberto M. Forcadas), Gonzalo Pérez, secretário real de Carlos I (por Dalai Brenes Carrillo), e incluso Fernando de Rojas, o autor da Celestina, autoria defendida por Howard Mancing, ou o célebre humanista espanhol Juan Luis Vives, proposta por Francisco Calero en 2006.

## Gênero
Trata-se de um romance de autoformação, de estrutura aparentemente simples, mas na realidade muito complexa; é uma carta destinada a vossa mercê, tratamento que implica alguém com superior condição social, e é motivada por "o caso", fato do qual este ouviu falar, e cuja versão pessoal pede a Lázaro, parte implicada nele, explique ("relate o caso muito por extenso"). Assim, deve ser uma espécie de confissão e a personagem é um alto dignitário eclesiástico, talvez o Arcebispo de Toledo que ouviu os estranhos rumores que circulam sobre a estranha conduta sexual do Arcipreste de São Salvador, como chegamos a saber na fim do livro, segundo os quais este estaria amancebado com a mulher de Lázaro.
A originalidade do livro, contudo, cria um subgênero literário específico realista, a novela picaresca, mediante o recurso da paródia de narrações cavaleirescas idealizantes do Renascimento: às rimbombantes epopeias de gestas guerreiras e os livros de angélicos pastores e cortesãos enamorados é oposta uma epopeia da fome, que olha somente por baixo do pescoço e se preocupa apenas da subsistência, em linha com a tradição realista da literatura espanhola, revitalizada então pela Celestina e as suas continuações.

## Temas
A temática do Lazarillo de Tormes é moral: uma crítica acerba, até mesmo uma denúncia, do falso senso da honra ("a negra que chamam honra") e da hipocrisia. A dignidade humana sai malparada da sombria visão que oferece o autor, niilista e anticlerical. A vida é dura e, tal e qual aconselha o cego a Lázaro na obra, "mais dá o duro que o despido"; cada qual busca o seu proveito sem pensar nos demais, pelo qual, como é dito a princípio da obra, arrimando-se aos bons "será um deles": isto é, para ser virtuoso se tem de fingir ser virtuoso, não sê-lo. Sem dúvida, trata-se da visão de um humanista desencantado, talvez judeu-converso e erasmiano, apesar de Marcel Bataillon negar o influxo direto de Erasmo na obra.
Como consequência, resultou a inclusão desta obra no Índice de livros proibidos da Inquisição, que finalmente permitiu uma versão expurgada das passagens anticlericais. O Lazarillo foi, para além disso, uma obra muito traduzida e imitada, e o seu influxo, profundo, marcou a literatura espanhola.

## Edições em português
Das edições em português, conhecem-se cinco:
- a primeira, de António Faria Barreiros, Lisboa, 1721;
- a segunda, de António José Viale, 1838 (do francês, Deus de Misericórdia!);
- a terceira, de José da Fonseca, Paris, 1838: Aventuras e Astúcias de Lazarilho de Tormes;
- a quarta, e melhor, de Armindo Rodrigues, Lisboa, 1967: A Vida de Lazarilho de Tormes e das Suas Venturas e Adversidades;
- a quinta, de Ricardo Alberty, Lisboa, 1971.

## Fontes

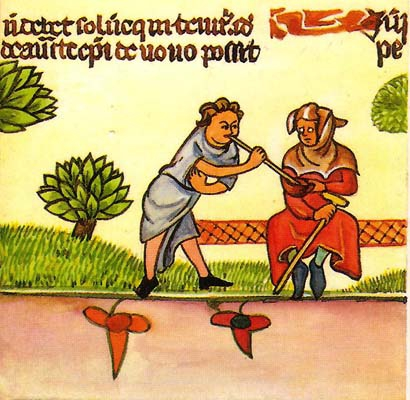
Iluminura do século XIV mostrando como um guia de cego furta a este o vinho mediante uma longa conversa. Nessa anedota folclórica pode ter sido inspirada uma passagem do Lazarillo.

## Valor e transcendência
O Lazarillo de Tormes é uma obra artística de primeira ordem; quer pela sua originalidade, o seu valor humano, a sua transcendência literária e cultural, o seu estilo (o castelhano equilibrado, preciso e oral que preconizava Juan de Valdés) e a sua linguagem: um castelhano clássico modelo, flexível e expressivo, sutilmente irônico, no qual abundam as geminações e no que não se impõem ao mesmo nível o provérbio e a cita culta.
Grande parte do material e inclusive das personagens são de origem folclórica e tradicional; inclui contos populares. A obra, porém, creia os seus próprios precedentes e contém, assim mesmo, uma variada panóplia de técnicas narrativas: a suspensão, da qual fará um inteligente uso Cervantes, ou a gradatio narrativa em ascensão para o anticlímax, como no caso do cego ou o clérigo de Maqueda.
O uso da estrutura anular, que acaba concluindo com o que se inicia, faz do romance uma obra redonda; por outro lado é o primeiro romance polifônico da literatura espanhola: a personagem de Lázaro evolui, não é plano nem arquetípico: muda de um ingênuo para um cínico consumado, aprendendo das lições que a vida lhe dá. Assim, o final, longe de ser positivo, é vivido pela personagem como o melhor que lhe podia ter passado, levando em conta toda a trajetória vital precedente. A infidelidade da sua esposa, portanto, não é nada comparada com as vexações que já sofreu. Cada personagem plano, por outro lado, fica completamente individualizado e caracterizado sem maniqueísmo: a crueldade do cego, que não é absoluta; o idealismo sonhador e orgulhoso do escudeiro pobre, uma personagem aparentemente folclórica depois retomada por Cervantes; o diálogo entre consciências no qual se vislumbra a humana compreensão que depois será patrimônio quase exclusivo de Cervantes, no episódio do criado e do escudeiro; ou a avarícia, mesquindade e hipocrisia do clérigo.
O Lazarillo bosqueja os traços fundamentais de um gênero de ampla transcendência espanhola e europeia, a novela picaresca, que se configurará definitivamente com o Guzmán de Alfarache (1599) de Mateo Alemán, ainda mais moralizado e pessimista.

## Continuações

### Segunda parte de Lazarillo de Tormes (anônima)
Publicada pela primeira vez em Antuérpia em 1555, sem nome de autor. Nicolás Antonio cita a Cardoso para atribui-la a um tal frei Manuel de Oporto.
Teve escassa acolhida, pois em vez de manter a linha realista e picaresca do livro original, tornou a história de Lázaro numa fantasia alegórica, na que o protagonista se converte em atum, casa-se com uma atuna e tem filhos peixes, sustendo na Corte dos atuns todo tipo de guerras como chefe dos mesmos contra outros peixes. Possivelmente, o desconhecido autor, que talvez fosse um espanhol estabelecido em Flandres, quis aludir nestes episódios a personagens e circunstâncias da vida espanhola da época, mas a sátira teve pouco sucesso, e apenas foi reimpressa em Milão em 1587 e 1615, com o primeiro Lazarillo.

### Outros Lazarillos
Em 1617 Juan Cortés de Tolosa publicou o seu Lazarillo de Manzanares, que se parece mais ao Buscón de Francisco de Quevedo do que à obra da que toma o nome. O livro é de leitura pouco ágil por causa do grande número de anedotas intercaladas.
Em 1688 apareceu em Londres um  The life and death of young Lazarillo , anônimo.
Em 1742 um Lazarillo de Badalona escrito em verso foi impresso em Barcelona.
Calixto Bustamante Carlos, mandou circular em 1773 um Lazarillo de ciegos caminantes que descreve os itinerários de Buenos Aires a Lima refletindo usos, costumes, vida social e trabalhos das cidades e zonas que percorre.
O Lazarillo del Duero (Lazarillo do Douro) de Joaquín del Barco, escrito em verso e aparece em 1898 para enaltecer a história de Zamora com intenção pedagógica.
O Lazarillo español de Ciro Bayo (1911) e as Nuevas andanzas y desventuras de Lazarillo de Tormes de Camilo José Cela fecham o capítulo de continuações modernas da obra.

### Edições
- (em castelhano) La vida de Lazarillo de Tormes y de sus fortunas y adversidades Alicante, Biblioteca Virtual Miguel de Cervantes, 2004, ed. digital em formato html baseada nas de Burgos, Juan de Junta, 1554; Alcalá de Henares, Salzedo, 1554; Antuérpia, Martín Nucio, 1554 e Medina del Campo, Mateus e Francisco del Canto, 1554; e cotejada com as eds. críticas de Alberto Blecua (Madrid, Castália, 1972), José M. Caso González (Madrid, BRAE 1967, Anejo XVII) e Francisco Rico (Madrid, Cátedra, 1987).
- (em português) Aventuras maravilhosas de Lazarilho de Tormes, na Biblioteca Nacional de Portugal
- (em português) Lazarilho de Tormes. Edição bilíngue, com o texto de Medina del Campo, 1554. Organização de Mario M. González e Tradução de Heloísa Costa Milton e Antonio R. Esteves (São Paulo, Ed. 34, 2005).